# Nacré de l'orcette
Boloria freija
Espèce
Le Nacré de l'orcette (Boloria freija) est une espèce de lépidoptères de la famille des Nymphalidae et de la sous-famille des Heliconiinae.

## Description
C'est un papillon petit à moyen au dessus orange orné de lignes de festons et de points et une aire basale marron à l'aile postérieure.
Le revers est plus clair avec des zigzags noirs et des dessins blancs caractéristiques.

### Chenille
La chenille est brun foncé avec des taches plus claires.

## Biologie

### Période de vol et hivernation
Il vole en une génération entre fin mai et juillet,.

### Plantes hôtes
Ses plantes hôtes sont Rubus chamaemorus et Vaccinium uliginosum dans le nord de l'Europe, Vaccinium vitis-idaeus, Rhododendron aureum, Empetrum nigrum, Vaccinium uliginosum, Arctostaphylos uva-ursi, Empetrum nigrum, Arctous alpina, Vaccinium caespitosum et Dryas integrifolia dans le nord de l'Amérique ,.

## Écologie et distribution
Le Nacré de l'orcette réside dans tout le nord de l'hémisphère nord. Il est présent en Scandinavie et dans les États Baltes, en Sibérie, Mongolie, Yakoutie et au Japon. En Amérique il est présent en Alaska, au Canada et dans les montagnes Rocheuses.

### Biotope
C'est un papillon des landes et de la toundra, des marécages, tourbières et pentes herbeuses.

## Systématique
L'espèce Boloria freija a été décrite par Carl Peter Thunberg en 1791.

### Synonymes
- Papilio freija Thunberg, 1791 — protonyme
- Clossiana freija (Thunberg, 1791)[3]

### Sous-espèces
- Boloria (Clossiana) freija freija présent en Scandinavie et au Canada.
- Boloria (Clossiana) freija browni (Higgins, 1953) dans les montagnes Rocheuses.
- Boloria (Clossiana) freija jakutensis (Wnukowsky, 1927)
- Boloria (Clossiana) freija pallida (Elwes, 1899)
- Boloria (Clossiana) freija tarquinius dans la toundra arctique du Canada(Curtis, 1835)

## Noms vernaculaires
- en français : le Nacré de l'orcette
- en anglais : Freija fritillary[2], zigzag fritillary (en Amérique[3])

## Le Nacré de l'orcette et l'Homme

### Protection
Pas de statut de protection particulier.